# 小行星6928
小行星6928（英語：6928 Lanna）是一颗围绕太阳公转的小行星。1994年10月11日，米洛什·季希在克列特发现了此天体。
这颗小行星的绝对星等为195.6592083007542等。